# Michele Amatore
Michelangelo Maria Maurizio Amatore, noto come Michele Amatore (Montagne di Nuba, 1826 – Rosignano Monferrato, 7 luglio 1883), è stato un militare sudanese naturalizzato italiano.

## Biografia

### I primi anni
Conosciuto anche come Sulayman al-Nubi, Amatore ricordava che il nome di suo padre era Bolingia ed il suo nome di nascita era Quetto. Sua madre si chiamava Siliando e dopo di lui era nato un fratello minore di nome Sarin e due sorelle più piccole. Secondo quanto riportato dallo stesso Amatore nelle sue memorie, egli nacque in Sudan, nel villaggio di Commi, non distante dal villaggio di En Nahud, nella provincia di Kordofan.
Venne catturato nel 1832, quando aveva all'incirca sei anni, durante una razzia di schiavi operata dall'Esercito egiziano sui Monti Nuba, in Sudan:
Quetto venne quindi portato al mercato degli schiavi di Khartum perdendo di vista i restanti membri della sua famiglia e da qui affidato a dei jallab locali. Trasferito a Il Cairo, Quetto venne comprato dal casalese Luigi Castagnone, all'epoca protomedico del viceré d'Egitto, Mehmet Ali. Sotto la guida di Castagnone, il giovane ricevette un'educazione di base ed apprese i primi rudimenti della fede cattolica, iniziando inoltre lo studio della lingua italiana. Nel 1837, Quetto, Castagnone e l'amico fidato del medico, il cavaliere Maurizio Bussa, si trasferirono in Piemonte.

### L'arrivo in Piemonte
Stabilitosi nel Regno di Sardegna, prese residenza con il Bussa a Quattordio, nell'alessandrino, dove venne avviato al catechismo presso il parroco locale ed il 10 giugno 1838 Quetto venne battezzato nella chiesa parrocchiale di Quattordio dal vescovo di Asti, Michele Amatore Lobetti, da cui appunto prese il proprio nome, ricevendo contestualmente anche la prima comunione e la cresima. Poco dopo ottenne ufficialmente la cittadinanza piemontese.
Nel 1838, secondo la testimonianza raccolta dal suo biografo, Michele Lessona, Amatore sentì il bisogno di ritornare in Egitto con l'intento di iniziare attività commerciali grazie all'appoggio delle conoscenze del padre adottivo Luigi Castagnone tramite cui ottenne i primi contratti di lavoro.

### La carriera nell'esercito sabaudo

#### I moti di Genova del 1849
Con lo scoppio della Prima Guerra d'Indipendenza, Amatore decise di lasciare l'Egitto ed arruolarsi come volontario nell'esercito sabaudo; per fare ciò si imbarcò dal Cairo alla volta di Livorno e da lì giunse poi a Genova, dove si arruolò nel corpo dei bersaglieri e destinato, l'8 agosto 1848, a Casale Monferrato nella 4ª compagnia del 1º battaglione.
Durante il primo periodo in cui fu in servizio, perfezionò i propri studi con l'aggiunta di geometria, aritmetica e francese, lingua necessaria a capire i comandi degli ufficiali piemontesi dell'epoca. Per i suoi sforzi venne premiato e il 1º gennaio 1849 ricevette il grado di sottocaporale, passato a quello di caporale già dal 1º marzo di quello stesso anno. Con questo grado prese parte alla Battaglia di Novara del 23 marzo e poi si diresse a Genova per la repressione dei moti locali scoppiati in quell'anno, dal 5 all'11 aprile. Per il valore dimostrato durante i combattimenti di Genova, Amatore ricevette una medaglia d'argento al valor militare e venne promosso sergente.
Proprio a Genova, Amatore si rese partecipe di un curioso episodio di cronaca riportato anche dal Lessona nella sua biografia: il palazzo del principe Domenico Doria Pamphilj subì dei danni durante le sparatorie ed egli, fervente sostenitore dell'indipendenza genovese rispetto al Piemonte, si precipitò il giorno successivo alla redazione del giornale La Bandiera del Popolo accusando dei più atroci saccheggi al suo palazzo "... un certo sergente moro...". L'accusa giunse alle orecchie del capo di stato maggiore conte Agostino Petitti Bagliani di Roreto che, indagando per correttezza, raccolse invece la deposizione del cameriere personale del Doria Pamphilj che aveva dichiarato invece come Amatore, da galantuomo qual era, gli aveva più volte salvato la vita proprio durante quegli stessi combattimenti e che per questo egli gli era personalmente molto grato.
Il principe Doria Pamphilj, pur spiazzato, ritrattò le proprie accuse, ma non le ritirò ed iniziò a diffondersi un certo malcontento tra i bersaglieri che ancora stazionavano a Genova tanto che, durante una serata al Teatro Carlo Felice, il principe venne fermato da un gruppo di graduati di truppa e, bloccatolo, chiamarono l'Amatore per assestargli uno schiaffo in segno di sfida per quanto pubblicato pur sapendo di aver mentito. Il giorno successivo, il diretto superiore dell'Amatore, il capitano Longoni, si vide recapitare un biglietto di sfida a duello da parte del Doria Pamphilj per l'onta subita dal sergente moro dal momento che, essendo questi di basso rango, il nobiluomo non era intenzionato a sfidarsi direttamente con lui. Il Longoni dapprima rifiutò la contesa, ma alla fine venne costretto ad accettare, ma lo scontro comunque non si tenne per intervento di due assessori della città che bloccarono tutti i preparativi.
La situazione peggiorò ulteriormente e per calmare le acque, il 12 aprile 1850, quando il caso passò al tribunale di Novi Ligure, l'Amatore venne trovato colpevole di aver arrestato durante i moti un uomo senza che vi fosse una formale accusa e per questo lo condannò ad un mese di reclusione, evitando così che nuove tensioni si aprissero su Genova.

#### La Seconda e la Terza guerra d'indipendenza italiana
Nel 1859, Michele Amatore prese parte alla seconda guerra d'indipendenza italiana dove combatté nella Battaglia di San Martino dove ancora una volta mostrò un valore eroico tale da farlo promuovere al termine del combattimento al rango di sottotenente, poi il 2 maggio 1860 ottenne la promozione a tenente ed infine nel 1863 venne promosso capitano, nel 3º reggimento bersaglieri. Con quest'ultimo grado prese parte nel 1866 alla Terza Guerra d'Indipendenza ove ottenne la croce di bronzo prussiana.

#### Le ultime campagne militari
Nel 1866, Amatore prese parte alla repressione dei moti di Palermo e Monreale, in Sicilia dove rimase in tutto tredici anni occupandosi dapprima della repressione del brigantaggio e poi distinguendosi, durante l'epidemia di colera in Sicilia, per l'apporto dato personalmente alla popolazione locale in collaborazione con l'arcivescovo di Monreale, Benedetto D'Acquisto, venendo per questo decorato da re Vittorio Emanuele II con la medaglia ai benemeriti della salute pubblica. Nel 1871 venne assegnato all'8º reggimento bersaglieri a Palermo, ma già dal 1879 si trovava a Milano ove si sposò con Rosetta Brambilla da cui però non ebbe figli.
Nel 1880 si pensionò dall'esercito a causa di problemi legati alla vista e si trasferì a Rosignano Monferrato, paese natale del suo padre adottivo, dove morì il 7 luglio 1883. Venne sepolto nel cimitero locale, non lontano dalla tomba del dott. Castagnone.
Il comune di Rosignano gli ha dedicato una via sita nel centro storico.